# جامعة جوليوس نيريري الزراعية
جامعة جوليوس نيريري الزراعية هي جامعة عامة مقترحة سيتم بناؤها في شمال تنزانيا. سيكون مقرها في بوتياما ، مسقط رأس جوليوس نيريري، وستكون هذه ثاني جامعة في البلاد مكرسة للبحث الزراعي بعد جامعة سوكوين للزراعة.

## التاريخ
في نوفمبر 2014 أبلغت نائبة وزير التعليم جينيستا ماغاما البرلمان أن دراسة الجدوى قد اكتملت وأن وزارتها طلبت التمويل من وزارة المالية. بصرف النظر عن الحرم الجامعي الرئيسي في بوتياما، سيتم بناء أربع فروع إضافية في مناطق سيرينجيتي وبوندا وروريا وموسوما.
في ديسمبر 2014 عين الرئيس جاكايا كيكويتي البروفيسور دومينيك كامباراج في منصب نائب رئيس الجامعة الافتتاحي.